# بيت الحزيف (الطويلة)

تعديل مصدري - تعديل

بيت الحزيف هي إحدى قرى عزلة بني الخياط بمديرية الطويلة التابعة لمحافظة المحويت، بلغ تعداد سكانها 462 نسمة حسب تعداد اليمن لعام 2004.